# M.I.U. Album
Albums de The Beach Boys
Love You
(1977) L.A. (Light Album)
(1979)
M.I.U. Album est le vingt-deuxième album studio des Beach Boys sorti en 1978. Il a été enregistré à la Maharishi International University (en) sur l'insistance de Mike Love, adepte de la méditation transcendantale, malgré le désaccord des frères Wilson.

## Titres

### Face 1
| No | Titre                                                | Durée |
| -- | ---------------------------------------------------- | ----- |
| 1. | She's Got Rhythm (B. Wilson, Love, Altbach)          | 2:27  |
| 2. | Come Go with Me (C. E. Quick)                        | 2:06  |
| 3. | Hey, Little Tomboy (B. Wilson)                       | 2:25  |
| 4. | Kona Coast (Jardine, Love)                           | 2:33  |
| 5. | Peggy Sue (Buddy Holly, Jerry Allison, Norman Petty) | 2:15  |
| 6. | Wontcha Come Out Tonight? (B. Wilson, Love)          | 2:30  |

### Face 2
| No | Titre                                      | Durée |
| -- | ------------------------------------------ | ----- |
| 1. | Sweet Sunday Kinda Love (B. Wilson, Love)  | 2:42  |
| 2. | Belles of Paris (B. Wilson, Love, Altbach) | 2:27  |
| 3. | Pitter Patter (B. Wilson, Love, Jardine)   | 3:14  |
| 4. | My Diane (B. Wilson)                       | 2:37  |
| 5. | Match Point of Our Love (B. Wilson, Love)  | 3:29  |
| 6. | Winds of Change (Altbach, Tuleja)          | 3:14  |